# Калинове (Куп'янський район)
Кали́нове — село в Україні, у Куп'янському районі Харківської області. Входить до складу Кіндрашівської сільської громади. Населення становить осіб. Орган місцевого самоврядування — Кіндрашівська сільська рада.

## Географія
Село Калинове знаходиться на правому березі річки Оскіл, вище за течією примикає село Червона Долина (Дворічанський район) (нежиле), нижче за течією на відстані 2 км розташоване село Голубівка. На відстані 3 км проходить автомобільна дорога Р79.

## Історія
7 (20) листопада 1917 року, відповідно до Третього Універсалу Української Центральної Ради, увійшло до складу Української Народної Республіки.
12 червня 2020 року, відповідно до розпорядження Кабінету Міністрів України № 725-р «Про визначення адміністративних центрів та затвердження територій територіальних громад Харківської області», увійшло до складу Кіндрашівської сільської територіальної громади.

## Назва
Ознакою місцевості були великі зарості калини, що послужило приводом для назви села Калинове.